# Pop Ćira i pop Spira
Pop Ćira i pop Spira (kyrillisch: Поп Ћира и поп Спира, deutsch: „Vater Ćira und Vater Spira“) ist eine serbische Opera buffa in zwei Akten von Dejan Despić (Musik) mit einem Libretto von Vesna und Dejan Miladinović nach dem gleichnamigen Roman (deutsch: Popen sind auch nur Menschen) von Stevan Sremac. Die Uraufführung fand am 28. März 2018 im Serbischen Nationaltheater Novi Sad statt.

## Handlung
In einem wohlhabenden Dorf im serbischen Banat leben zwei orthodoxe Priester, die bislang gut miteinander ausgekommen sind: Vater Ćira und Vater Spira. Beide haben eine Ehefrau (Persa bzw. Sida), eine Tochter (Melanija bzw. Jula) und eine Dienerin (Erža bzw. Žuža). Der Dorffrieden gerät durcheinander, als der neue Lehrer Pera seine Stellung antritt, denn beide Mütter sehen in ihm einen idealen Heiratskandidaten für ihre Tochter.

### Erster Akt
Der Kutscher Pera Tocilov und der Polizist Nića führen Pera durch das Dorf, zeigen ihm die Häuser der beiden Priester und erklären ihm deren Familienumstände. Zuerst lernt er Vater Spira kennen, der ihn für den morgigen Sonntag zum Frühstück einlädt. Anschließend wird er von der Dorfgemeinschaft begrüßt. Alle sind beeindruckt von seiner schönen Stimme und seinem guten Aussehen und fürchten sogleich um ihre Töchter.
Am nächsten Morgen erscheint Pera wie vereinbart im Haus der Familie Spira und lernt dessen Frau Sida und die Tochter Jula kennen. Sida ist fasziniert von Pera, der allerdings zu viel Wein trinkt.
Die Kürbisse im Garten leiten zur nächsten Szene über und berichten, dass während des Essens im Haus Ćiras ein schrecklicher Lärm ausgebrochen sei.
Die Dorfklatschbase Gabrijela berichtet den Frauen der Familie Ćira von Peras Frühstück bei Spira. Sie schicken die Dienerin Erža hinüber, um zu spionieren. So erfahren sie von den guten Eigenschaften des Lehrers. Persa ist fest entschlossen, die Pläne der Spiras zu vereiteln und Pera für ihre Tochter Melanija zu gewinnen.
Spira und seine Frau versuchen unterdessen, ihre Tochter Jula mit Pera zu verkuppeln. Da erscheint die gesamte Familie Ćira an der Tür und lädt sich selbst zum Essen ein. Spira kann die Nachbarn nicht einfach wieder fortschicken, und so nimmt Melanija den Lehrer in Beschlag. Tatsächlich kommen sich die beiden schnell näher. Sida drängt Jula, sich mehr um ihn zu bemühen.
Die Ćiras revanchieren sich mit einer Gegeneinladung für den Nachmittag, bei der Melanija den Lehrer mit ihrem Klavierspiel, ihrem Gesang und ihrem Interesse an Literatur beeindrucken kann. Jula dagegen bemüht sich nicht im Geringsten und wird von ihrer Mutter entsprechend gescholten.
Der Grund für Julas Desinteresse wird schnell klar: sie liebt den Dorfbarbier Šaca, den sie jede Nacht heimlich am Gartenzaun trifft. Diesmal tröstet Šaca sie schnell über die Standpauke ihrer Mutter hinweg, indem er ihr einen Heiratsantrag macht.
Pera trifft Melanija im Haus ihres Vaters allein an und gesteht ihr seine Liebe. Gabrijela unterbricht das Stelldichein, um den neuesten Tratsch zu verbreiten: Offenbar versuchen die Spiras, nachdem sie den Lehrer nicht für Jula gewinnen konnten, die Ćiras zu schikanieren. So haben sie ihre laute Getreidemühle direkt an den Weg zu ihrem Haus aufgebaut. Persa ist zutiefst empört über dieses Verhalten und fordert ihren Mann auf, Spira zur Rede zu stellen.
Die beiden Frauen streiten sich immer heftiger über Kleinigkeiten und prügeln sich schließlich mitten auf der Straße.

### Zweiter Akt
Jula und Šaca sind weiterhin glücklich verliebt. Šaca trägt ihr mit seinen Freunden ein Ständchen vor, bis ihn der Polizist Nića um Einhaltung der Nachtruhe bittet. Nića verspricht immerhin, Šacas Verhältnis mit Jula geheim zu halten.
Den nächsten Streit gibt es in der Kirche, in der Ćira und Spira arbeiten. Ćira spricht das Problem mit der Getreidemühle an, wegen deren Lärm er jetzt immer die Fenster geschlossen halten müsse. Ein Wort gibt das andere, bis beide dem anderen das sittenlose Verhalten ihrer Töchter vorwerfen.
Gabrijela berichtet den Dorfbewohnern von der Prügelei der beiden Priester: Am Schluss habe Spira ein Gebetbuch nach Ćira geworfen und ihm einen Zahn ausgeschlagen.
Die Einwohner erzählen sich, dass beide Priester in die Stadt gefahren seien: Der eine, um sich verarzten zu lassen, der andere um seine Haut zu retten.
Widerstrebend verspricht Ćira seiner Frau, Spira beim Bischof zu verklagen und seinen Zahn als Beweismittel vorzulegen. Er will mit der Kutsche Tocilovs fahren, der nur den halben Preis verlange, wenn er noch einen weiteren Passagier finde.
Auch Spira muss zum Prozess in die Stadt. Tocilov teilt ihm mit, dass Ćira mit ihm zusammen fahren werde. Er habe erfahren, dass Ćira den kompromittierenden Zahn bei sich tragen werde. Unterwegs werden sie bei Vater Oluja übernachten, einem guten Freund Spiras, der ihnen sicher helfen werde, den Zahn zu entwenden.
Die Reise verläuft genauso, wie vom Kutscher vorausgesehen. Oluja und Spira sorgen beim Abendessen dafür, dass sich Ćira betrinkt, und Spira kann den ausgeschlagenen Zahn unbemerkt austauschen.
Die Dorfbewohner unterhalten sich über den zu einer Farce verkommenen Prozess beim Bischof und dessen weises Urteil.
Beim Bischof beschuldigt Ćira Spira, ihm einen Zahn ausgeschlagen zu haben. Spira behauptet, davon nichts zu wissen. Der Konflikt habe damit begonnen, dass Ćira seine Tochter Jula beleidigt habe. Daraufhin zieht Ćira sein Beweisstück hervor: Dieses stellt sich als Pferdezahn heraus – was große Heiterkeit bei den anwesenden Priestern auslöst. Nur der Bischof bleibt ernst. Er verurteilt beide Kontrahenten dazu, sich gegenseitig zu vergeben und brüderlich zusammen nach Hause zurückzufahren.
Im Dorf freuen sich alle über den glücklichen Ausgang des Prozesses und die bevorstehenden Hochzeiten. Nur Persa ist empört über das Versagen ihres Mannes und verweigert ihm das Essen. Sida dagegen triumphiert. In dieser guten Stimmung stimmt sie gerne zu, als Šaca sie und ihren Mann um die Hand Julas bittet. Auch Pera erhält den Segen der Eltern Melanijas. Die Oper endet mit einer fröhlichen Doppelhochzeit.

## Gestaltung
Dejan Despić komponierte seine Oper im neoklassizistischen Stil. Formal handelt es sich um eine zweiaktige Opera buffa.

## Werkgeschichte
Dejan Despić begann die Komposition seiner ersten Oper Pop Ćira i pop Spira im Jahr 2009. Das Libretto stammt von dem serbischen Operndirektor Dejan Miladinović und dessen Ehefrau Vesna. Es basiert auf dem gleichnamigen Roman von Stevan Sremac aus dem Jahr 1898, der mehrfach verarbeitet wurde, unter anderem 1957 für den ersten jugoslawischen Farbfilm und 1982 eine jugoslawische Fernsehserie von 1982. Eine deutsche Übersetzung von Alfred von Buttlar-Moscon mit dem Titel Popen sind auch nur Menschen erschien 1955 in Wien.
Der Librettist Miladinović hatte ursprünglich vorgeschlagen, der Oper analog zu den Lustigen Weibern von Windsor den Titel Весели попови банатски („Die lustigen Priester aus dem Banat“) zu geben. Despić entschied sich dann aber, den Originaltitel der Vorlage beizubehalten. In Programmankündigungen wurden auch verschiedene andere Titel genannt, darunter englisch Give and Take, ungarisch Adok-Papok und deutsch Hader-Pater – Die fröhlichen Pfarrer aus dem Banat.
Die Uraufführung fand am 28. März 2018 im Serbischen Nationaltheater Novi Sad unter der musikalischen Leitung von Željka Milanović statt. Ivana Dragutinović Maričić führte Regie, die Bühne stammte von Vladimir Savić, die Kostüme von Senka Ranosavljević und das Lichtdesign von Marko Radanović. Es handelte sich um eine Koproduktion mit dem Nationaltheater Belgrad.
Die Produktion wurde als Wettbewerbsbeitrag für das Armel Opera Festival 2018 ausgewählt und in diesem Rahmen am 2. Juli 2018 im Müpa Budapest gespielt. Eine Videoaufzeichnung wurde auf Arte Concert im Internet bereitgestellt.

## Aufnahmen
- 2. Juli 2018 – Željka Milanović (Dirigent), Ivana Dragutinović Maričić (Regie), Vladimir Savić (Bühne), Senka Ranosavljević (Kostüme), Marko Radanović (Licht), Orchester und Chor des Serbischen Nationaltheaters Novi Sad.
 Saša Štulić (Bruder Ćira), Violeta Srećković (Persa), Danijela Jovanović (Melanija), Branislav Cvijić (Pera), Marija Cvijić (Erža), Nebojša Babić (Bruder Spira), Verica Pejić (Sida), Vishnja Popov (Jula), Branislav Stankov (Šaca), Darija Olajoš Čizmić (Frau Gabrijela), Antonel Boldan (Pera Tocilov), Miloš Milojević (Bruder Oluja), Željko R. Andrić (Bischof von Timișoara), Vladimir Zorjan (Nića bokter).
 Video; live vom Armel Opera Festival aus dem Müpa Budapest.
 Videostream bei Arte Concert.[2]